# Henk Groener
Hendrikus Franciscus (Henk) Groener (Arnhem, 29 september 1960) is een Nederlandse handbalcoach en voormalig handbalspeler.
Groener speelde tijdens zijn spelerscarrière bij AHV Swift, het nationaal team en verschillende buitenlandse clubs. Na zijn spelerscarrière werd Groener coach bij E&O, waarmee hij verschillende titels weet te halen. Ook was Groener bondscoach van zowel de nationale heren- en damesploegen en de Duitse nationale damesploeg. Per 1 november 2022 is hij hoofdcoach bij Borussia Dortmund.

## Biografie

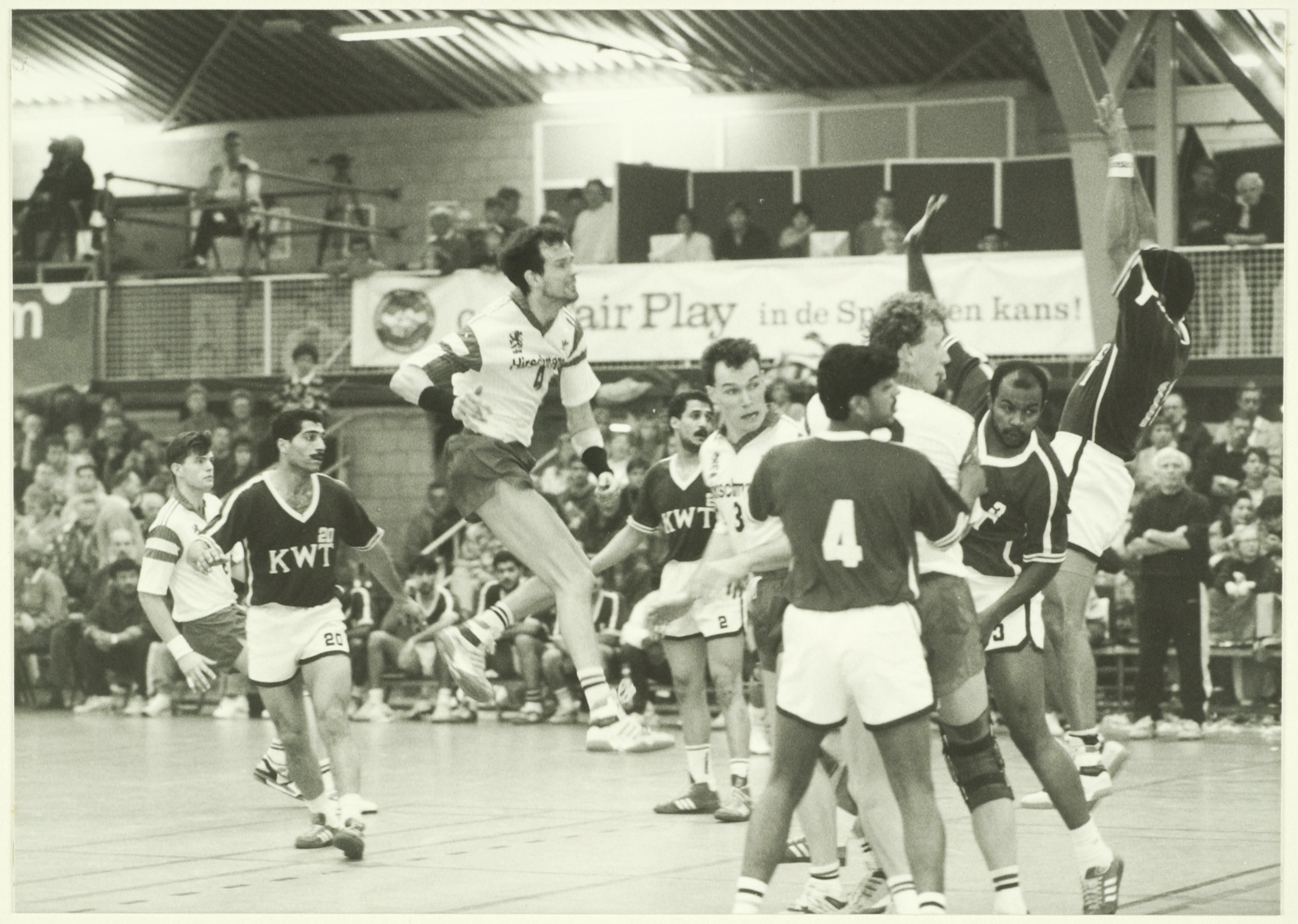
Wedstrijd Nederland-Koeweit, Henk Groener schiet op doel, Lambert Schuurs en Wil Jacobs kijken in de verdediging van Koeweit toe (1991).

Op 22 november 1983 debuteerde Groener in het nationale team tegen Noorwegen, toendertijd speelde Groener nog bij eerste divisieteam Swift Arnhem. Met Swift Arnhem promoveerde Groener in 1984 naar de eredivisie. In het seizoen 1986/1987 wist Swift Arnhem de tweede plek te bemachtigen in de eredivisie en werd Groener in het betreffende seizoen topscorer van de eredivisie. Na afloop van dit seizoen vertrok Groener bij Swift Arnhem om te spelen voor Duitse TV Emsdetten. Tussen 1987 en 1991 kwam Groener uit TV Emsdetten, Wacker Thun en  TV Aldekerk. In 1991 keerde Groener terug naar Nederland, om weer te spelen voor Swift Arnhem. Op 20 juni 1993 speelde Groener zijn laatste interland, waarmee hij in totaal voor het nationaal team 208 wedstrijden speelde en 519 goals maakte.
Na afloop van zijn spelerscarrière in 1993, ging Groener aan de slag als trainer bij E&O. Groener bouwde in de eerste twee seizoenen aan de ploeg, in zijn derde seizoen in Emmen wist Groener met de ploeg de landstitel en beker te winnen. Hierna ging Groener de Duitse ploeg TV Emsdetten coachen, waar hij eerder ook al speler was. Groener trainde de ploeg tot 2002.

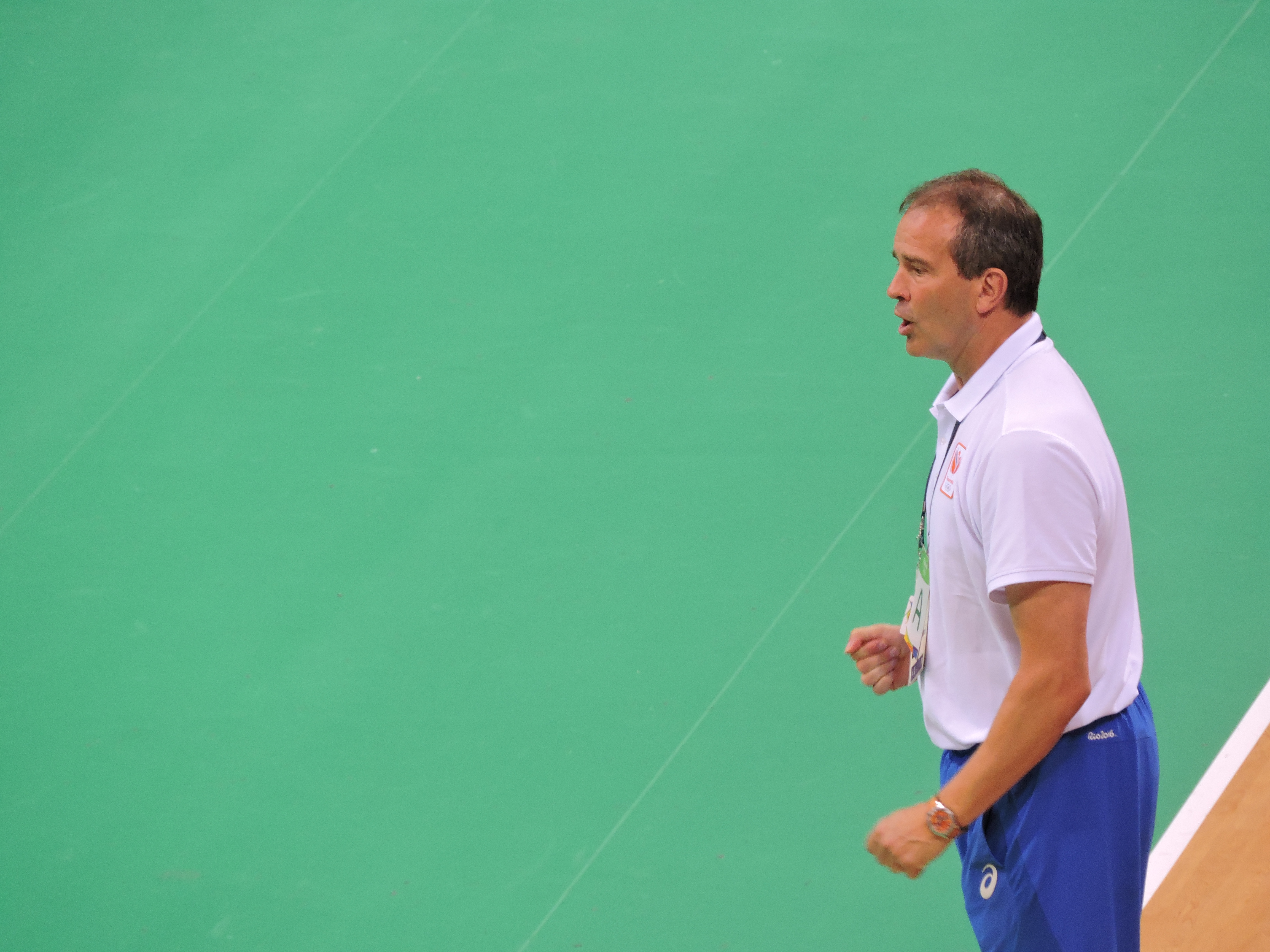
Henk Groener als bondscoach tijdens de Olympische Zomerspelen 2016

Van 2002 tot 2006 was hij coach van het Nederlands nationaal team voor mannen. Sinds 2009 was hij coach van het nationale team voor vrouwen. Met dit team kwalificeerde hij zich voor de Olympische Spelen van 2016, waar zijn selectie uiteindelijk eindigde op de vierde plaats.
Op 25 september 2016 werd bekend dat het Nederlandse vrouwenhandbalteam zijn coach kwijt zou raken. Groener, die de vrouwen naar een hoger niveau leidde en onder meer in 2015 de zilveren medaille won bij het WK, zei te willen stoppen na het EK handbal in Stockholm. "We zijn gegroeid naar een team dat niet alleen vanzelfsprekend aanwezig is op EK’s en WK’s, maar ook meedoet in de strijd om de medailles", aldus Groener in een persverklaring. "Die zilveren WK-medaille was een duidelijk bewijs van de progressie die we de afgelopen jaren hebben geboekt.”
Vijf dagen later werd duidelijk dat Groener per direct vertrok bij de Nederlandse handbalsters. De Deense coach Helle Thomsen werd aangewezen als zijn vervanger. Ze tekende een contract tot en met het EK, met een optie tot verlenging.
Sinds 1 januari 2018 was Groener bondscoach van het Duits handbalteam (vrouwen). In maart 2022 stopte hij als bondscoach omdat hij geen perspectief zag bij een verdere samenwerking met de Duitse bond. Per 1 november 2022 werd Groener hoofdcoach bij Borussia Dortmund.
5: Jessy Kramer ·
6: Laura van der Heijden ·
8: Lois Abbingh ·
9: Sanne van Olphen ·
10: Danick Snelder ·
13: Yvette Broch ·
17: Nycke Groot ·
18: Kelly Dulfer ·
21: Michelle Goos ·
23: Jasmina Janković ·
24: Martine Smeets · 26: Angela Malestein · 30: Jurswailly Luciano · 33: Tess Wester · 79: Estavana Polman · Coach: Henk Groener
1: Marieke van der Wal ·
5: Jessy Kramer ·
6: Laura van der Heijden ·
7: Debbie Bont ·
8: Lois Abbingh ·
9: Sanne van Olphen ·
10: Danick Snelder ·
11: Lynn Knippenborg ·
13: Yvette Broch ·
17: Nycke Groot ·
18: Kelly Dulfer · 21: Michelle Goos · 24: Martine Smeets · 26: Angela Malestein · 29: Sanne Hoekstra · 33: Tess Wester · 79: Estavana Polman · Coach: Henk Groener
2: Tess Wester ·
5: Jessy Kramer ·
6: Laura van der Heijden ·
7: Debbie Bont ·
9: Sanne van Olphen ·
10: Danick Snelder ·
11: Lynn Knippenborg ·
13: Yvette Broch ·
17: Nycke Groot ·
18: Kelly Dulfer ·
21: Michelle Goos · 22: Esther Schop · 23: Jasmina Janković · 24: Martine Smeets · 30: Jurswailly Luciano · 79: Estavana Polman · Coach: Henk Groener
1: Marieke van der Wal ·
4: Sharina van Dort ·
5: Jessy Kramer ·
6: Laura van der Heijden ·
7: Debbie Bont ·
8: Lois Abbingh ·
9: Sanne van Olphen ·
10: Danick Snelder ·
11: Lynn Knippenborg ·
12: Fabienne Logtenberg ·
13: Yvette Broch · 17: Nycke Groot · 18: Kelly Dulfer · 23: Jasmina Janković · 24: Martine Smeets · 30: Jurswailly Luciano · 79: Estavana Polman · Coach: Henk Groener
1: Marieke van der Wal ·
2: Ingeborg Roelofs ·
5: Jessy Kramer ·
6: Laura van der Heijden ·
7: Debbie Bont ·
8: Lois Abbingh ·
9: Joyce Hilster ·
10: Danick Snelder ·
12: Diane Lamein ·
13: Yvette Broch ·
14: Willemijn Karsten · 15: Maura Visser · 19: Pearl van der Wissel · 20: Roxanne Bovenberg · 26: Angela Malestein · 79: Estavana Polman · 88: Mandy Burrekers · Coach: Henk Groener
1: Marieke van der Wal ·
2: Ingeborg Roelofs ·
6: Laura van der Heijden ·
7: Debbie Bont ·
8: Lois Abbingh ·
9: Marcella Deen ·
10: Danick Snelder ·
11: Miranda Robben ·
12: Diane Lamein ·
13: Joyce Hilster ·
14: Willemijn Karsten · 15: Maura Visser · 17: Nycke Groot · 19: Pearl van der Wissel · 26: Angela Malestein · 27: Debbie Klijn · Coach: Henk Groener